# 1993 في لبنان
فيما يلي قوائم الأحداث التي وقعت خلال عام 1993 في لبنان.

## كتب
من الكتب التي صدرت هذه السنة في لبنان:
- 1 يناير – صخرة طانيوس من تأليف أمين معلوف.

## مواليد

### فبراير
- 10 فبراير – ميا خليفة ممثلة إباحية أمريكية.

### يونيو
- 29 يونيو – كارن شماس لاعبة جودو لبنانية.

## وفيات

### ديسمبر
- 11 ديسمبر – مارون بغدادي (مواليد 1950)